# Балабану
Балаба́ну (Балабан, рум. Balabanu) — село в Тараклійському районі Молдови, утворює окрему комуну.